# هرون بی (جورجیا)
هرون بی (به انگلیسی: Heron Bay) یک منطقهٔ مسکونی در ایالات متحده آمریکا است که در جورجیا واقع شده‌است. هرون بی ۳٬۳۸۴ نفر جمعیت دارد و ۲۳۸٫۰۵ متر بالاتر از سطح دریا واقع شده‌است.